# Докхє
Докхє (кор.: хангиль: 덕혜옹주, НЛ: Deokhye-ongju; Японська: 徳恵姫, Токуе-хіме; 25 травня 1912  – 21 квітня 1989) — остання принцеса корейської королівської родини.
Вона народилася 25 травня 1912 року в палаці Чандук у Сеулі як молодша дочка імператора Коджона від його наложниці, відомої тоді як Ян Ґвіін. Після її народження Коджон присвоїв леді Ян королівський титул Понньон.
До 1917 року Японія офіційно не визнавала Деокхе принцесою, оскільки вона не була дочкою королеви. У 1917 році її ім'я було офіційно внесено до реєстру імператорської сім'ї. Її батько дуже любив її і заснував для неї дитячий садок Токсугун у Чунмьондані (кор.: хангиль: 준명당), Хамньон Голл. Дитячий садок відвідували дівчата її ровесниці зі знатних родин.
У Південній Кореї її називають Докхє Онджу, а не Конджу. Конджу відноситься до дочок королеви, а Онджу відноситься до дочок наложниць.

## Народження та молодість
Лі Докхє народилася як дочка Ян Ґвіін (пізніше леді Понньон) і тодішнього 60-річного почесного імператора Коджона, майже через два роки після японської анексії Кореї. Одразу після народження її назвали Аґі (아기, 阿只, що означає «дитина»), а потім — Докхє. Її мати була придворною дамою низького рангу, працювала на кухні в Токсугуна. У Коджона було 16 дітей з 10 дружинами, але Деокхе була його першою дочкою; його чотири інші дочки не були враховані, оскільки всі вони померли у віці до одного року. Коджон був у захваті від народження своєї першої дочки та виховував її з педантичною любов'ю. У 1916 році він заснував дитячий садок Токсуґун, присвячений їй, куди відвідувала Докхє. Однак, окрім її батька, оскільки вона не мала офіційного титулу, її ігнорували та поводилися з нею так, ніби вона не існувала. Пізніше її прозвали «Понньон-дан».
У 1917 році її батько переконав Терауті Масатаке, тодішнього правлячого генерал-губернатора Кореї, внести її ім'я до реєстру імператорської родини, запропонувавши їй легітимність і надавши їй титул принцеси.
У 1919 році імператор Коджон запланував таємні заручини між принцесою Докхє та Кім Чанханом, племінником Кім Хванджіна, придворного камергера. Він намагався захистити свою дочку через це, але заручини провалилися через втручання Японії, і Кім Хванджіну не дозволили знову увійти до палацу Токсу. Імператор Коджон раптово помер 21 січня 1919 року.
У 1921 році принцеса Докхє почала ходити в початкову школу Хіноде в Сеулі.

## Життя в Японії та шлюб за домовленістю

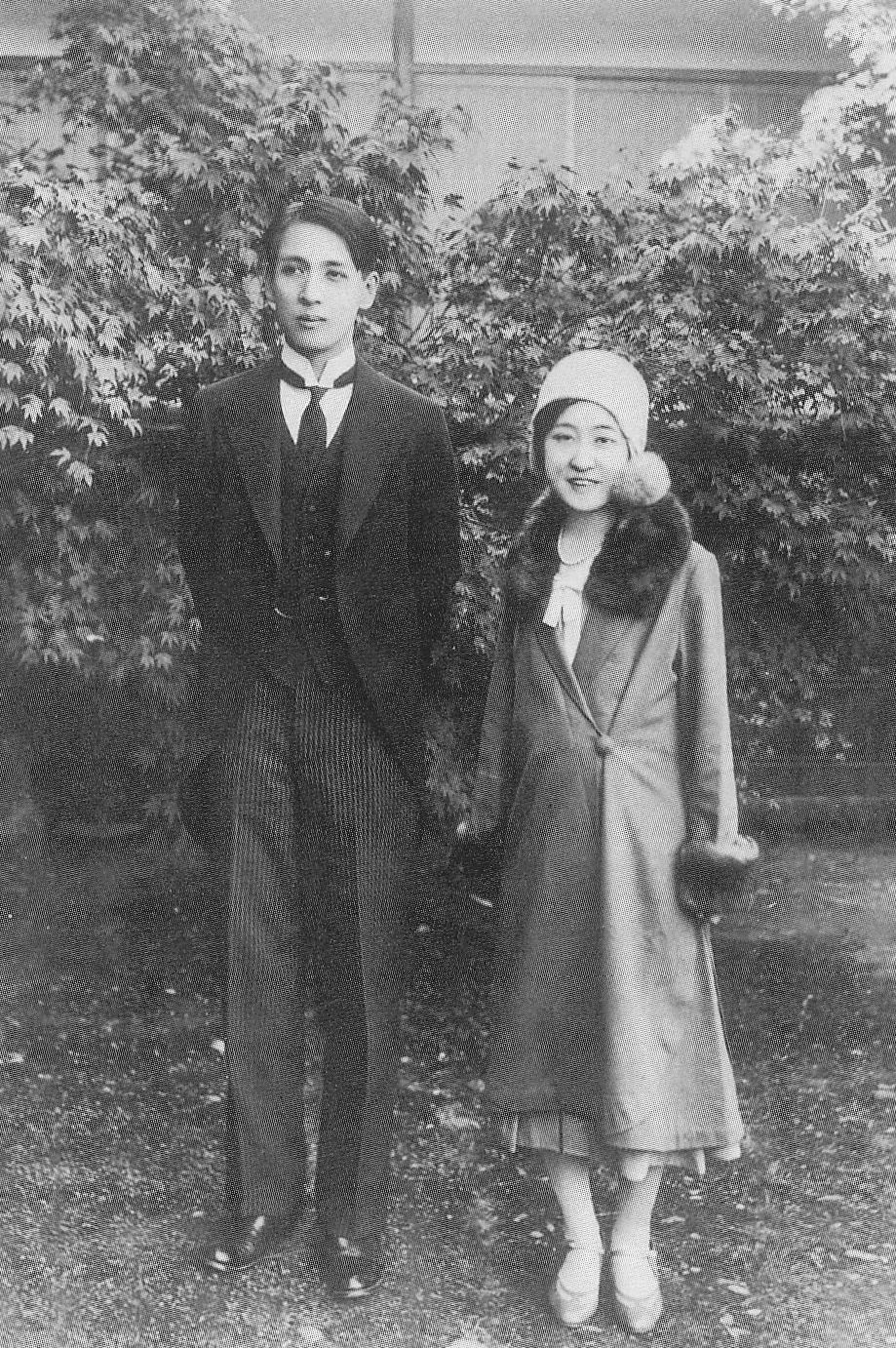
Со Такеюкі та Докхє (1931)

У 1925 році принцесу вивезли до Японії під приводом продовження навчання. Як і її брати, вона відвідувала Гакушуїн, де серед її однокласниць була Юкіка Сома. В Японії вона була відома як принцеса Токуе (徳恵姫, Токуе-хіме). За словами Юкіки, вона була небалакучою і їй було важко робити вправи.
Після звістки про смерть матері в 1929 році Докхє нарешті отримала дозвіл тимчасово відвідати Корею, щоб відвідати похорон. Однак їй не дозволили носити належний одяг.
Навесні 1930 року, коли у неї виник психологічний стан (що виявлявся у вигляді лунатизму), вона переїхала до палацу короля Лі, токійського будинку свого брата, кронпринца Лі Уна. У цей період вона часто забувала їсти і пити. Її лікар діагностував її хворобу як передчасну деменцію (сьогодні її називають шизофренією), але наступного року її стан, здавалося, покращився. Це можна пояснити її вихованням.
У травні 1931 року після «сватання» імператрицею Теймей, дружиною японського імператора Тайсьо, принцеса Докхє вийшла заміж за графа Со Такеюкі (武志; 1908—1985), японського аристократа. Насправді рішення про одруження було прийнято в 1930 році. Її брат протестував проти цього, і шлюб було відкладено через її стан. Але коли вона одужала, їй негайно дали вказівку, що весілля має відбутися.
Вона народила дочку Масе (正惠), або Джонхє (кор.: хангиль: 정혜) в Кореї, 14 серпня 1932 року. У 1933 році Докхє знову страждала від психічної хвороби, після чого провела багато років у різних психіатричних клініках.
Після поразки Японії у Другій світовій війні Корея знову стала незалежною, а її чоловік втратив свій шляхетський титул, оскільки японський статус пера був скасований.
Її дочка Масе закінчила факультет літератури Університету Васеда та зустріла Сузукі Нобору, за якого вийшла заміж у 1955 році. Зрештою її зять візьме прізвище її чоловіка як спадкоємець родини.
Оскільки стан здоров'я Докхє продовжував бути поганим, і 1955 року після отримання дозволу від наслідного принца Ийміна Со Такеюкі зрештою розлучився; пізніше він одружився вдруге з японкою, на ім'я Йоші Кацумура, з якою мав трьох дітей.
Переживши нещасливий шлюб, горе Докхє посилилося втратою її єдиної дочки, яка зникла 26 серпня 1956 року, як повідомляється, покінчивши життя самогубством через стрес від розлучення батьків. У горах знайшли передсмертну записку її дочки. У результаті стан Докхє погіршувався повільно, але значною швидкістю.

## Повернення до Кореї
На запрошення південнокорейського уряду вона повернулася до Кореї 26 січня 1962 року, після 37 років. Спочатку південнокорейський уряд відмовився дозволити повернення останньої представниці королівського роду, оскільки президент Лі Синман хотів уникнути політичного хаосу. Проте репортер Кім Юл-Хан знайшов принцесу та переконав уряд дозволити їй повернутися. Під'їжджаючи до батьківщини, вона плакала і свій душевний стан, точно пам'ятала складний придворний етикет і протокол.
Принцеса возз'єдналася зі своєю однокласницею в дитячому садку та початковій школі Мін Йона (кор.: хангиль: 민용아, ханча: 閔龍兒) та її 72-річна годувальниця Пьон Бокдон (кор.: хангиль: 변복동, ханча: 卞福童), коли вони їхали забирати її в аеропорт Кімпхо. Після зустрічі зі своєю невісткою, імператрицею Сунджонхьо, другою дружиною свого старшого зведеного брата імператора Сунджона, вона була госпіталізована до лікарні Національного університету Сеула пізніше того дня для операції з видалення поліпа в матці.
Попри те, що принцеса народилася в Кореї, 8 лютого 1962 року принцеса змогла відновити своє корейське громадянство та остаточно назвала своє ім'я Лі Докхє, і незабаром її виписали з лікарні, оскільки 4 травня 1964 року її стан був стабільним. Восени 1968 року вона жила в Наксон-Холлі палацу Чхандок з принцом Уном і принцесою Масако, їхнім сином принцом Ґу, його дружиною Джулією Муллок і місіс Пьон Бокдон.
Десь приблизно за десять років перед смертю, її колишній чоловік прилетів з Японії до Південної Кореї, щоб відвідати її та подивитися, як у неї справи, але родина відхилила цей візит.
Він благав Ї Ґун Дже, члена родини, дозволити йому зустрітися з його колишньою дружиною. Але Ї сказав: «Я не можу пробачити йому небажаний шлюб за домовленістю з дочкою короля Коджона (шлюб, який голова сім'ї або батьківська влада наказує незалежно від волі людини для власної вигоди чи мети), зрештою поставивши принцеса в психіатричній лікарні та розлучення. Принцесі навіть нема про що говорити про зустріч з ним, та й нема чого йому зустрічатися. Якби вона зустріла вас, то згадала б про минуле і погіршила б свій стан. Таким чином, таким, як ви, взагалі заборонено відвідувати, тому, будь ласка, поверніться».
Її останні роки були наповнені візитами до різних лікарень, але 24 травня 1983 року вона була прийнята та через свій вік тимчасово залишилася в лікарні Ганґанське Святе Серце при університеті Галліма.

## Смерть
Принцеса померла 21 квітня 1989 року в залі Суґан палацу Чхандок і була похована в Хонрюрин, що в Нам'янджу, неподалік від місця, де були поховані її батько, імператор Коджон, і старший зведений брат, імператор Сунджон.

## Сім'я
- батько
  - Корейський імператор Коджон (кор.: хангиль: 대한제국 고종; 8 вере сня 1852 — 21 січня 1919)
    - Бабуся — Велика Внутрішня Принцеса Консорт Сонмок з клану Йохин Мін (кор.: хангиль: 순목부대부인 민씨 ; 3 лютого 1818 — 8 січня 1898)
    - Дідусь — Хинсон Девонгун (кор.: хангиль: 이하응 흥선대원군; 21 грудня 1820 — 22 лютого 1898)
- мати
  - Ян Чхунгі, імператорський консорт Понньон Гвіін з клану Чхонджу Ян (кор.: хангиль: 양춘기 복녕당 귀인 양씨; 27 вересня 1882 — 30 травня 1929)
    - Дідусь — Ян Онхван (кор.: хангиль: 양언환, ханча: 梁彦煥)

- Чоловік
  - Граф Со Такеюкі (宗武志; 16 лютого 1908 — 22 квітня 1985)
    - Свекор — Со Йоріюкі (宗和志), пізніше Курода Йоріюкі (黒田和志; 8 вересня 1851 — 21 січня 1917)
    - Свекруха — Курода Рейко (黒 鏻子; ?–1925)
- дочка
  - Графиня Со Масе (宗正惠), або Со Чонхє (кор.: хангиль: 소정혜; 14 серпня 1932—1956)
    - Зять: Со набору (5 вересня 1931 -) (宗昇)

## У масовій культурі

### Кіно і телебачення
- У фільмі «Остання принцеса» 2016 року її зіграла Сон Є Джін.[10]

### Музика
- Співачка Хо Шім-нам створила пісню 1963 року, засновану на житті принцеси Докхє.
- Пісня корейської співачки Хо Джінсуль 2010 року «The Rose of Tears» (кор.: хангиль: 눈물꽃, НЛ: Nun Mul Kkot) заснований на житті принцеси Деогі та був записаний англійською та корейською мовами.

### Театр
- У 1995 році в Сеульському мистецькому центрі відбулася вистава за мотивами принцеси Докхє.
- Корейський мюзикл 2013 року «Докхє, остання принцеса» (кор.: хангиль: 덕혜옹주, НЛ: Deokhye Ongju) заснований на її житті.[11][12]

## Предки
|  |                            |  |  |  |  |  |  |  |  |  |  |  |  |  |  |  |
|  | Лі Бьонвон                 |  |  |  |  |  |  |  |  |  |  |  |  |  |  |  |
|  |                            |  |  |  |  |  |  |  |  |  |  |  |  |  |  |  |
|  |                            |  |  |  |  |  |  |  |  |  |  |  |  |  |  |  |
|  | Принц Намьон               |  |  |  |  |  |  |  |  |  |  |  |  |  |  |  |
|  |                            |  |  |  |  |  |  |  |  |  |  |  |  |  |  |  |
|  |                            |  |  |  |  |  |  |  |  |  |  |  |  |  |  |  |
|  | Хинсон Девонгун            |  |  |  |  |  |  |  |  |  |  |  |  |  |  |  |
|  |                            |  |  |  |  |  |  |  |  |  |  |  |  |  |  |  |
|  |                            |  |  |  |  |  |  |  |  |  |  |  |  |  |  |  |
|  | Імператор Коджон           |  |  |  |  |  |  |  |  |  |  |  |  |  |  |  |
|  |                            |  |  |  |  |  |  |  |  |  |  |  |  |  |  |  |
|  |                            |  |  |  |  |  |  |  |  |  |  |  |  |  |  |  |
|  | Леді Мін з клану Йохин Мін |  |  |  |  |  |  |  |  |  |  |  |  |  |  |  |
|  |                            |  |  |  |  |  |  |  |  |  |  |  |  |  |  |  |
|  |                            |  |  |  |  |  |  |  |  |  |  |  |  |  |  |  |
|  | Принцеса Докхє Корейська   |  |  |  |  |  |  |  |  |  |  |  |  |  |  |  |
|  |                            |  |  |  |  |  |  |  |  |  |  |  |  |  |  |  |
|  |                            |  |  |  |  |  |  |  |  |  |  |  |  |  |  |  |
|  | Пані Бонньон               |  |  |  |  |  |  |  |  |  |  |  |  |  |  |  |
|  |                            |  |  |  |  |  |  |  |  |  |  |  |  |  |  |  |
|  |                            |  |  |  |  |  |  |  |  |  |  |  |  |  |  |  |